# وادي البردي
وادي البردي هي بلدة جزائرية تقع في ولاية البويرة.

## مواضيع ذات صلة
- بلديات ولاية البويرة
- دوائر ولاية البويرة